# Tenoria pyrenaea
Tenoria pyrenaea är en flockblommig växtart som beskrevs av Spreng.. Tenoria pyrenaea ingår i släktet Tenoria och familjen flockblommiga växter. Inga underarter finns listade i Catalogue of Life.